# Андреа Аньєллі
Андреа Аньєллі (італ. Andrea Agnelli; нар. 6 грудня 1975, Турин) — італійський бізнесмен, член ради директорів компаній Exor і FIAT, з 19 травня 2010 року — президент Ювентуса .

## Родина
Андреа Аньєллі — представник знаменитої сім'ї Аньєллі. Колишні президенти Ювентуса Едоардо Аньєллі, Джанні Аньєллі і Умберто Аньєллі, є відповідно дідусем, дядьком і батьком Андреа.

## Кар'єра
Навчався в Англії в коледжі St Clare's в Оксфорді та Італії в Університеті Бокконі в Мілані, паралельно отримуючи досвід.
Після закінчення університету займався питаннями просування, стратегічного розвитку та маркетингу в крупних компаніях, таких як Ferrari, Uni Invest SA і Philip Morris International.
З 2005 по 2006 рік займався стратегічним розвитком в IFIL (італ. Istituto Finanziario Industriale Laniero нині Exor. З 30 травня 2004 року є членом ради директорів FIAT і з 2006 року Exor, холдингової компанії FIAT.
У 2008 році став генеральним директором Royal Park Golf & Country Club I Roveri, а 29 вересня 2008 року увійшов до ради Італійської федерації гольфу.
19 травня 2010 року обраний головою ради директорів і президентом футбольного клубу «Ювентус». «Посада, яку я сьогодні обійняв — свідчення єднання моєї сім'ї і зобов'язань перед клубом. Майбутня робота буде дуже вимогливою. Саме тому ми вже зараз складаємо програми і стратегію на наступний сезон», — так Аньєллі прокоментував своє призначення на пост глави футбольного клубу.
У 2012 році увійшов до керівництва Асоціації європейських клубів . У вересні 2015 року призначений представником асоціації у Виконавчому комітеті УЄФА.
У вересні 2017 року обраний головою Асоціації європейських клубів. У 2020-му переобраний ще на три роки.
19 квітня 2021 року Аньєллі подав у відставку з посади голови АЄК та члена виконавчого комітету УЄФА, після суперечки з цими організаціями через створення Суперліги, у якій став одним з віце-президентів.

## Особисте життя
27 серпня 2005 одружився з Еммою Вінтер. У пари двоє дітей — Байя Аньєллі (нар 24 травня 2005, Турин) і Джакомо Дай Аньєллі (нар 16 грудня 2011, Турин).